# Schlagerns mystik/För äldre nybegynnare
Schlagerns mystik/För äldre nybegynnare var en dubbel-LP utgiven 1978 av Samla Mammas Manna Den bestod egentligene av två separata album, Schlagerns mystik och För äldre nybegynnare. Gruppens namn under denna period var Zamla Mammaz Manna.

## Schlagerns mystik

### Medverkande
- Lars Hollmer el-piano, Korg Polyphonic, Hohner Symphonic, flygel, dragspel, sång
- Eino Haapala elektrisk gitarr, akustisk gitarr, vibrafon, sång
- Lars Krantz elektrisk bas, kontrabas, akustisk gitarr, sång
- Hans Bruniusson trummor, xylofon, klockspel, vibrafon, sång

### Låtar på vinylalbumet
Sida A
1. Vid Ragunda (1:37)
2. Årstidsvisan (3:48)
3. Profession är amatörernas lim (2:20)
4. Knapplösa (2:15)
5. Inte Margareta (3:47)
6. Lilla Karin 4:15)
7. Asfaltvisan (1:52)

Sida B
1. Joosan Lost (0:25)
2. Ödet (17:00)

Total speltid: 37:19

## För äldre nybegynnare

### Medverkande
- Lars Hollmer el-piano, Korg Polyphonic, Hohner Symphonic, flygel, Farfisa orgel, röst
- Eino Haapala gitarrer, röst
- Lars Krantz bas, trumpet
- Hans Bruniusson trummor, pinochet (trummaskin), xylofon, klockspel, xylofon, radio, röst

### Låtar på vinylalbumet
Sida A                          
1. Urmakare 1 (3:40) [1]
2. Urmakare 2 (2:29) [1]
3. Funkfällan (2:45) [2]
4. Kort påbrå (1:53)  [2]
5. Moderna (6:20) [3]
6. Timlig är du (2:32) [4]

Sida B                          
1. Seldon in memoriam (11:30) [2]
2. Till ovala metern (3:46) [5]
3. Tycker du som jag (5:15) [6]

Total speltid: 40:10             
Inspelat under 1977 på en Revox A77.